# Sagallo
Sagallo o Sagallou (russo: Сагалло) è una località del Gibuti, sulla costa settentrionale del golfo di Tagiura, e fu l'unico tentativo russo di stabilire una colonia in Africa.

## Storia

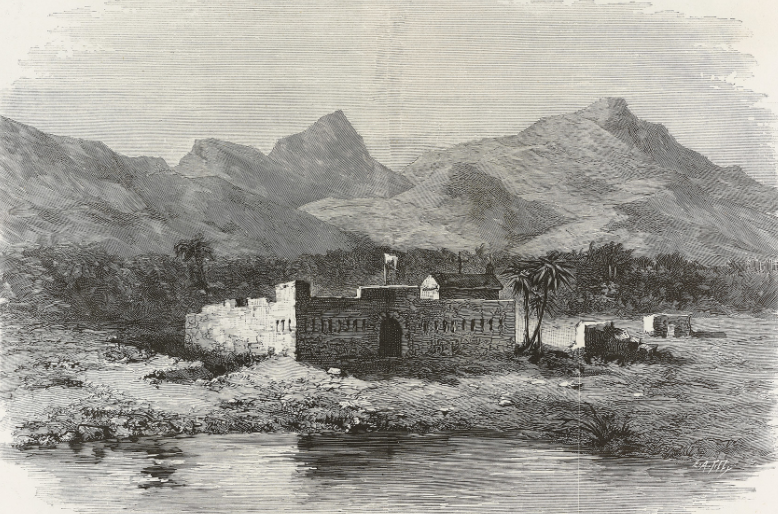
Il forte di Sagallo durante la breve occupazione russa

Tra il 1875 e il 1884 il sito fu occupato dagli egiziani, che vi costruirono una fortezza. Paul Soleillet acquisì Sagallo dalla Société Française d'Obock et du Golfe Persique come punto di partenza per le carovane dirette verso l'interno.
Nel mese di gennaio 1889, il russo Nikolaj Ivanovič Ašinov (anche trascritto Aschinow, Achinov o Achinoff) e il monaco Paisi, con circa 200 persone al seguito - tra cui sacerdoti, donne e bambini - occuparono la fortezza abbandonata, sulla quale issarono la bandiera della Russia con una Decusse gialla. Obiettivo dei due era quello di creare una colonia, la "Nuova Mosca" sul golfo di Tagiura, vicino al percorso per canale di Suez. In tal modo, si intendeva costituire un punto di partenza per una presenza russa in Africa.

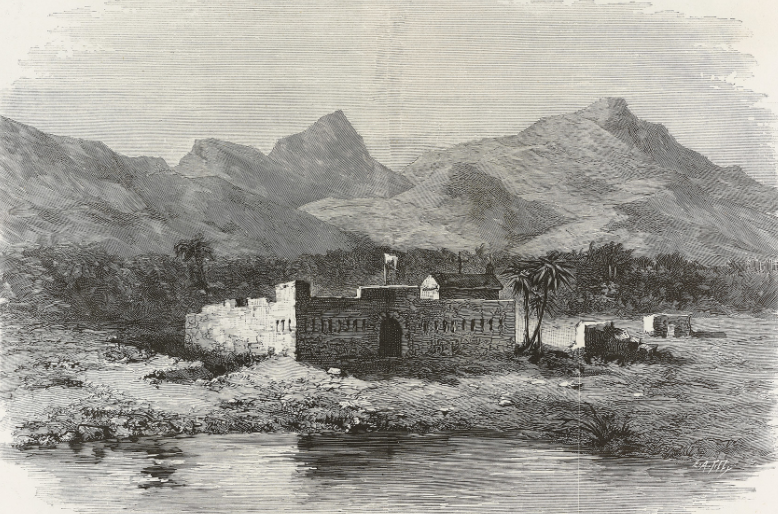
Il forte di Sagallo

I francesi e gli indigeni accusarono i russi di fare razzie delle carovane, mentre a loro volta i giornali italiani incolparono la Francia di sostenere l'impresa russa per bloccare le ambizioni dell'Italia.
La Francia ritenne la presenza dei russi come una violazione dei loro diritti territoriali e furono inviate due cannoniere. Il governo russo prese le distanze da Ašinov, per non compromettere le sue relazioni con la Francia. Il 17 febbraio 1889, le navi da guerra francesi giunsero innanzi Sagallo e la bombardarono. I russi contarono 6 morti e 22 feriti, e i sopravvissuti furono rispediti in patria, ove Ašinov venne tenuto prigioniero per alcuni mesi dal governo russo.
Il tentativo di espansione russa in Africa si concluse così in meno di un anno.